# From This Moment On (álbum)
From This Moment On es el décimo álbum de la pianista y cantante de Jazz canadiense Diana Krall, editado en 2006. 

## Listado de canciones
1. "It Could Happen to You" (Johnny Burke, Jimmy Van Heusen) – 3:29
2. "Isn't This a Lovely Day?" (Irving Berlin) – 6:07
3. "How Insensitive" (Vinícius de Moraes, Norman Gimbel, Antonio Carlos Jobim) – 5:20
4. "Exactly Like You" (Dorothy Fields, Jimmy McHugh) – 3:03
5. "From This Moment On" (Cole Porter) – 3:24
6. "I Was Doing All Right" (George Gershwin, Ira Gershwin) – 5:11
7. "Little Girl Blue" (Richard Rodgers, Lorenz Hart) – 5:38
8. "Day In, Day Out" (Rube Bloom, Johnny Mercer) – 3:59
9. "Willow Weep for Me" (Ann Ronell) – 5:38
10. "Come Dance With Me" (Sammy Cahn, Van Heusen)– 4:23
11. "It Was a Beautiful Day in August/You Can Depend on Me" (Ray Brown, Charles Carpenter, Louis Dunlap, Earl Hines) – 5:17
12. "Boulevard of Broken Dreams" (Al Dubin, Harry Warren) – 5:35 (Bonus track)
13. "My Shining Hour" (Harold Arlen, Johnny Mercer) – 4:30 (Bonus track en la edición especial de Target)

## Músicos
- Diana Krall - Piano y voz
- Dori Caymmi - Guitarra
- Romero Lubambo - Guitarra
- Russell Malone - Guitarra
- John Pisano - Guitarra
- Luis Conte - Percusión
- Paulinho Da Costa - Percusión
- Peter Erskine - Percusión
- Jeff Hamilton - Bajo y percusión
- Christian McBride - Bajo doble
- Orquesta Sinfónica de Londres
- Claus Ogerman - Director

- Datos: Q1754972